# Marco Fulvio Nobilior
Marco Fulvio Nobilior  fue un general romano del siglo II a. C.

## Carrera militar en Hispania
Fue edil curul en el año 195 a. C., y pretor en Hispania Ulterior en el año 193 a. C.; con el título de procónsul permaneció allí durante dos años, y luchó con gran éxito contra los pueblos que todavía resistían la supremacía romana. Obtuvo una victoria sobre las fuerzas unidas de los vacceos, vetones y celtíberos capturando vivo a su rey, Hilernus, cerca de la ciudad de Toletum (Toledo) siendo la primera vez que este lugar se menciona en la historia. El año siguiente, en una nueva campaña, puso sitio a dicha ciudad y consiguió apoderarse de ella a pesar del intento de un ejército vetón de levantar el asedio. A su regreso a Roma en el año 191 a. C. se le concedió el honor de una ovación.

## Consulado y victoria sobre los etolios
En 189 a. C. fue nombrado cónsul junto con Cneo Manlio Vulsón y se le encargó la dirección de la guerra contra la Liga Etolia. Para esta campaña se llevó consigo al poeta Ennio, al que deseaba hacer testigo de su gloria. Puso sitio a la ciudad de Ambracia, que se rindió, y a la que libró del saqueo a cambio de recibir una corona de oro de sus habitantes. Con esta acción obligó a los etolios a pedir la paz que les fue concedida en condiciones favorables; un poco después la isla de Cefalonia, excluida de los términos de la paz, se tuvo que someter a Roma. Permaneció en Grecia como procónsul el año siguiente y a su regreso a Roma en 187 a. C., a pesar de la oposición del tribuno de la plebe Marco Aburio, celebró un espléndido triunfo.
En el año 186 a. C. exhibió durante diez días los juegos que había prometido durante la guerra, los más magníficos nunca vistos. Se levantó una estatua a los cónsules conquistadores de Etolia en Tusculum ciudad originaría de los Fulvii.
Es notable destacar que, por primera vez, un militar reclamaba para sí honores antes reservados a la República, como la corona de oro mencionada. Por esta razón, Fulvio encontró la oposición frontal de Catón el Viejo, que le acusó de haber comprometido su dignidad como general romano en la toma de Ambracia.

## Censura y familia
Nombrado censor junto con Marco Emilio Lépido, el pontifex maximus, con quien había tenido algunas disputas, pero se reconciliaron para la ocasión y ejercieron el cargo con bastante acuerdo. En concordia con Lépido, emprendió numerosas obras públicas en Roma, como nuevas plazas, mercados, pórticos y un acueducto. Restauró el templo de Hércules Musarum en el Circo Flaminio. Construyó una de las primeras basílicas del Foro Romano, la luego llamada Basílica Emilia. Como entusiasta de la cultura griega, introdujo muchas de sus obras maestras en Roma.
Fulvio Nobilior en su gusto por la literatura y el arte, era un mecenas del poeta Ennio, que lo acompañó en su campaña de Etolia, y pertenecía a ese partido entre los nobles romanos que introducen en la ciudad el gusto por la literatura griega y refinamiento. Fue, por tanto, un objeto de los ataques de Catón el Censor, que en realidad le reprochó haber llevado a Ennio con él a Etolia, e insinuó que estaba corrompiendo a la antigua disciplina romana confiriéndole coronas militares a los soldados por razones triviales. Catón también se divirtió con su nombre, llamándolo Mobilior en lugar de Nobilior.
Marco Fulvio Nobilior era nieto de Servio Fulvio Petino Nobilior (cónsul en 255 a. C.) y tuvo dos hijos que ocuparon el consulado: Marco Fulvio Nobilior y Quinto Fulvio Nobilior. Su medio hermano de madre, Cayo Valerio Levino, lo acompañó en su campaña de Etolia, y fue cónsul en 176 a. C.